# Saint-Genès-de-Blaye
Saint-Genès-de-Blaye é uma comuna francesa na região administrativa da Nova Aquitânia, no departamento da Gironda. Estende-se por uma área de 7,38 km². Em 2010 a comuna tinha 497 habitantes (densidade: 67,3 hab./km²).